# GSDMC
GSDMC‏ (Gasdermin C) هوَ بروتين يُشَفر بواسطة جين GSDMC في الإنسان.